# Kónya Szécsényi
Pour les articles homonymes, voir Szécsényi.
Kónya Szécsényi (ou Konya; hongrois : Szécsényi Kónya, croate : Konja Széchényi; mort en 1367), était un noble hongrois qui fut ban de Croatie et de Dalmatie de 1366 à sa mort en 1367, durant le règne de Louis Ier de Hongrie

## Biographie
Kónya Szécsényi, né Nicholas mais uniquement appelé par ses contemporains Kónya, est le fils du puissant noble Thomas Szécsényi et de l'une des filles de Paul Visontai du gens Aba.
La première mention de Kónya remonte à 1327, alors qu'il était déjà Maître de la table auprès de la reine Élisabeth de Pologne, épouse du roi Charles Robert de Hongrie. Par la suite, il devient un supporteur de Louis Ier qui montra sur le trône en 1342 après la mort de son père. Sa mère la Reine Élisabeth instaure alors une régence de fait durant une décennie et Kónya prend alors de l'importance dans le cercle de pouvoir de la reine.
Après avoir participé activement à la campagne napolitaine de Louis Le Grand, ou encore au siège de Corato, il devint ispan des comitats de Sáros et de Szepes entre 1346 et 1349, et de Nógrád entre 1346 et 1350.
Il fut aussi châtelain du Château de Csejte (aujourd'hui Čachtice en Slovaquie) en 1354. Entre 1354 et 1360, il fut ispan du comitat de Gömör et châtelain du château de Fülek (aujourd'hui Fiľakovo en Slovaquie). Entre 1360 et 1362, il fut nommé ispan du comitat de Pozsony. Il terminera cette brillante carrière militaire et politique en occupant la fonction de ban de Croatie et Slovaquie, de 1366 à sa mort en 1367.